# Audiomodificatie
Audiomodificatie is het verbeteren van elektronische onderdelen van geluidsapparatuur met het doel de weergavekwaliteit te verhogen.
Modificeren gebeurt meestal door gespecialiseerde bedrijven die zich voornamelijk bezighouden met modificeren en repareren van hoogwaardige (high end) hifi-consumentenelektronica. De meeste winkelbedrijven voor consumentenelectronica houden zich niet bezig met modificatie van audio-apparatuur, meestal alleen met reparatie van apparatuur uit het eigen assortiment.

## Audiomodificatie onbekend
Hoewel met modificatie van middenklasse-apparatuur veel klankwinst te behalen valt tegen relatief geringe kosten (vergeleken met nieuwe aankoop) is dit onder muziekliefhebbers minder bekend. Dit komt vooral doordat aan modificatie voor de detailhandel weinig te verdienen valt. De reden is dat op een kant-en-klaar verkocht apparaat een veel grotere winstmarge zit dan op vervangende onderdelen. Vaak zit er op de elektronische onderdelen die gebruikt worden voor modificatie helemaal geen winstmarge voor de modificateur en moet hij de verdienste halen uit het arbeidsloon.
Het verbeteren van enkele kritische onderdelen van een apparaat kan een grote verbetering van de muzikaliteit geven, tegen aanzienlijk lagere kosten dan nieuwe aanschaf.

## Specialisme
Een goede audiomodificatie moet echter wel door een specialist gebeuren.
Een voor de hand liggende verbetering van een luidspreker is bijvoorbeeld die van het scheidingsfilter (cross-over). Dit vereist een ander technisch inzicht en andere vaardigheden dan het vervangen van 
de "klok" van een cd-speler of het aanpassen van een versterkervoeding.